# Hamid Chitchián

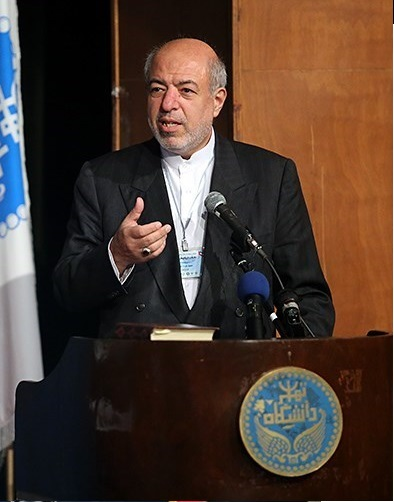
Hamid Chitchián (2013)

Hamid Chitchián (n. en Tabriz, 1957) es un político e ingeniero iraní, ministro de Energía en el gobierno de Hasán Rouhaní. 

## Carrera
En el primer año de la revolución iraní, teniendo 21 años, se implicó en la organización Yihad de la Construcción, establecida en la primavera de 1979 por orden del ayatolá Jomeini para el desarrollo de las regiones más pobres de Irán. Al año siguiente, tras la invasión iraquí, se enroló en el Ejército de los Guardianes de la Revolución Islámica y combatió en el frente hasta enero de 1988, ejerciendo distintas funciones de mando, si bien compaginó la actividad militar con los estudios de Ingeniería mecánica en la Universidad Tecnológica Amir Kabir de Teherán, de los que se licenció en 1985. 
En las elecciones parlamentarias de abril de 1988, resultó elegido diputado en la Asamblea Consultiva Islámica de la circunscripción de Tabriz y participó en la comisión parlamentaria de Energía de ese período.
Entre 1992 y 1996, Chitchián formó parte de la junta directiva de la empresa estatal de energía Tavanir, y de la Organización Eléctrica de Irán. Desde abán de 1993, con el segundo mandato presidencial de Akbar Hashemí Rafsanyaní, hasta shahrivar de 2005, iniciado el primero de Mahmud Ahmadineyad, fue viceministro de Energía, y a continuación secretario de Planificación y Asuntos Económicos del mismo ministerio hasta tir de 2008.
Entretanto, Chitchián prosiguió sus estudios y obtuvo sendas maestrías en Ingeniería industrial en 1995 y en Administración pública en 1997. Entre otros proyectos académicos e industriales, Chitchián llevó a cabo el primer proyecto de cogeneración de Irán en la central de la isla de Kish, el primero de turboexpansión en las centrales de Ramín (Ahvaz) y Neká (Mazandarán), de energía geotérmica en la central de Sabalán (Ardabil), los primeros aerogeneradores, etc.
Entre 2005 y 2010 fue sustituto de los ministros de Energía Parviz Fattah (2005-2009) y Mayid Namyú (2009-2013). Desde 2010 ha presidido el consejo de asesores del ministro Namyú hasta su designación por el presidente Hasán Rouhaní como ministro de Energía en agosto de 2013, designación aprobada por el legislativo iraní con 272 votos favorables, 7 contrarios y 5 abstenciones. En la defensa de su candidatura como ministro, Chitchián fijó como objetivos de su labor la alimentación en agua y electricidad de las actividades industriales y agrícolas del país, la mejora del bienestar y la calidad de vida de la población y la conservación de los recursos hídricos iraníes.
Chitchián ha formado parte del profesorado de la Universidad Tecnológica de Sahand (1995-2009) y del Centro de Investigaciones de Energía (desde 2009), así como de la administración de diversas universidades iraníes, y ha dirigido distintas publicaciones relacionadas con el sector de la energía.